# Dendrochilum planiscapum
Dendrochilum planiscapum är en orkidéart som beskrevs av Cedric Errol Carr. Dendrochilum planiscapum ingår i släktet Dendrochilum och familjen orkidéer. Inga underarter finns listade i Catalogue of Life.